# Гетерогенный ядерный реактор
Гетероге́нный я́дерный реа́ктор — реактор, в котором ядерное горючее конструктивно отделено от замедлителя и других элементов активной зоны.
Основной признак гетерогенного реактора — наличие тепловыделяющих элементов (ТВЭЛов). ТВЭЛы могут иметь различную форму (стержни, пластины и т. д.), но всегда существует чёткая граница между горючим, замедлителем и теплоносителем. В гетерогенном реакторе из-за больших размеров блоков топлива поток нейтронов заметно различается в топливе и в среде между блоками. Влияние гетерогенной структуры реактора на физические показатели получило название блок-эффекта.
Подавляющее большинство используемых сегодня реакторов — гетерогенные, что обусловлено их конструктивными преимуществами по сравнению с гомогенными реакторами.